# Henri Marie Ducrotay de Blainville
Henri Marie Ducrotay de Blainville (12 de septiembre de 1777 - 1 de mayo de 1850) fue un naturalista, zoólogo y anatomista francés.

## Biografía

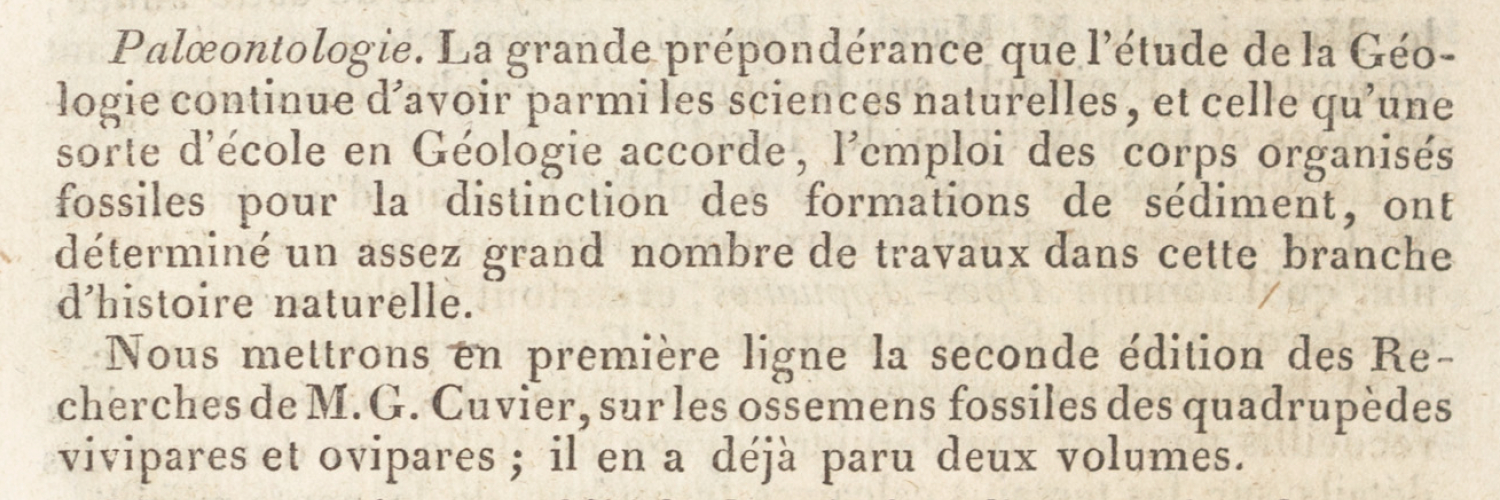
Primera mención del término palæontologie, tal y como fue publicado en enero de 1822 por Blainville en su Journal de physique.

Blainville nació en Arques, cerca de Dieppe (Francia).
Alrededor de 1796 fue a París para estudiar pintura, pero al final se dedicó a la historia natural, y atrajo la atención de Georges Cuvier, para quien dio conferencias ocasionalmente en el Colegio de Francia y en el Ateneo.
En 1812 fue ayudado por Cuvier para obtener la cátedra de anatomía y de zoología en la Facultad de Ciencias en París, pero con el tiempo y extrañamente creció entre los dos una abierta enemistad.
En enero de 1822, en la revista Journal de physique de la que él era editor, Blainville acuñó por primera vez el término «paleontología».
En 1825 Blainville fue admitido como miembro de la Academia Francesa de Ciencias, y en 1830 fue señalado para suceder a Jean-Baptiste Lamarck en la cátedra de Historia Natural del Museo. Dos años después, al morir Cuvier, obtuvo la de anatomía comparada, la cual ocupó por 18 años, probando que era un digno sucesor del gran maestro. Fue hallado muerto en un vagón de ferrocarril cuando viajaba entre Ruan y Caen.

## Obra
Blainville se enfrentó a la teoría de las cuatro "ramas" animales de Cuvier, recuperando la idea de la Scala naturae de Lamarck, aunque sin compartir las opiniones transformistas de este último.
En sistemática, Blainville estableció una clasificación de los animales en cuatro grandes grupos definidos en función de su simetría.

## Publicaciones
Además de muchas pequeñas memorias, escribió:
- Comienzo de una nueva distribución del reino animal (1816);
- Osteografía o descripción iconográfica comparada del esqueleto y del sistema dental de los mamíferos recientes y fósiles (1839-1864);
- Fauna francesa (1821-1830);
- Curso de fisiología general y comparada (1833);
- Manual de malacología y de conquiliología (1825-7);
- Historia de las ciencias del organismo (1845).

- La abreviatura «Blainv.» se emplea para indicar a Henri Marie Ducrotay de Blainville como autoridad en la descripción y clasificación científica de los vegetales.[2]

## Abreviatura (zoología)
La abreviatura Blainville  se emplea para indicar a Henri Marie Ducrotay de Blainville como autoridad en la descripción y taxonomía en zoología.